# Ciudad Banesco
Ciudad Banesco es el edificio sede del Banco Banesco ubicado en Caracas, Venezuela. Esta construcción se ha convertido en una de las más emblemáticas de la ciudad, esto por su considerable tamaño. Fue diseñada por un grupo de arquitectos encabezados por la arquitecta Haydée Araujo, vicepresidenta del Departamento de Infraestructura de Banesco. El edificio recibió el Premio Construcción en el año 2004, otorgado por la Cámara Venezolana de la Construcción.
Éste ocupa el título de “La sede bancaria más grande de América Latina”.

## Historia

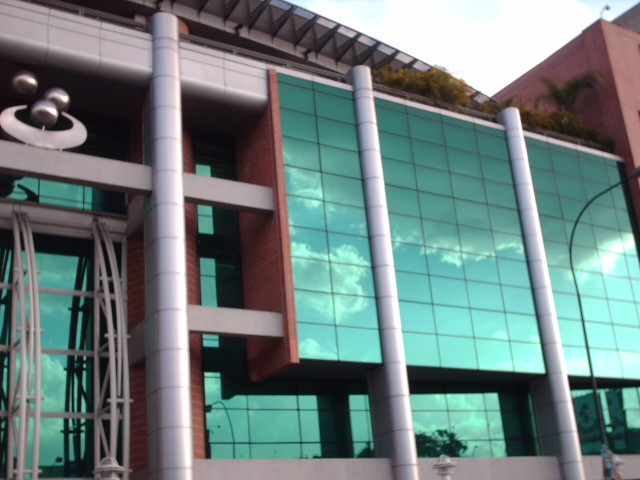
Entrada de Ciudad Banesco.

Esta obra fue planificada como una sede central con el fin de que pudiese albergar a todos los trabajadores del Banesco en Caracas, que anteriormente se encontraban distribuidos en 4 diferentes edificios sedes dentro de la ciudad. La remodelación tomó un tiempo récord de 15 meses.
Durante la reinauguración del mismo, los ganadores del premio Nobel de la paz Mijaíl Gorbachov y Óscar Arias ofrecieron una charla en uno de los mayores eventos celebrados en la ciudad durante el año.

## Ciudad Banesco, un edificio altamente ecológico
Este edificio fue diseñado pensando en muchas ideas, inclusive en la preservación del medio ambiente y así disminuir el impacto negativo ecológico. Desde alfombras reciclables trabajadas en materiales que puedan ser reutilizables una vez que finalice su vida útil hasta ascensores inteligentes que ahorren electricidad cuando no se usen, varios elementos forman parte de esta novedosa estructura.
Ciudad Banesco edificio fue diseñada con este fin, donde el medio ambiente es la prioridad principal, además de que es considerado un edificio inteligente, pues entre otras de sus características ecológicas se tiene que, la fachada es verde de baja reflectividad que minimiza el gasto en aire acondicionado, a través de un software se comanda un circuito cerrado de televisión (para la seguridad), entre otros sistemas de autocontrol mecánico para escaleras, ascensores e iluminación. Inclusive los empleados de esta gran sede se le ha enseñado a contribuir con el reciclaje, haciendo que cada papel, plástico o vidrio que va a la basura sea con destino del reciclaje.

## Localización
El edificio se encuentra localizado dentro del sector de Colinas de Bello Monte a orillas de la autopista Francisco Fajardo  y el río Guaire, en el municipio Baruta de la ciudad de Caracas, específicamente, el edificio ocupa unas instalaciones abandonadas donde se ubicaban anteriormente tres grandes tiendas de la ciudad. Sears Roebuck de Venezuela, Maxys y SuperMaxy's. Su construcción ha generado una revalorización en la zona, además de que se ha anunciado por parte de Banesco el rescate de la vialidad y los espacios públicos a su alrededor así como la posible compra de terrenos cercanos para la expansión del edificio.

## Característica
El edificio posee una superficie mayor a los 64.000 m² y su diseño está principalmente realizado a base de vidrio y acero. En su interior posee oficinas  tipos modular de la  muy afamada marca Steelcase para albergar a cerca de 3500 trabajadores, así como comedores para los trabajadores, auditorium, estacionamiento, entre otros.